# 木乃伊博物館
《木乃伊博物館》（直译：「第三位母亲」）是一部2007年的超自然恐怖电影，由達利歐·阿基多编剧并执导，主演包括艾莎·阿基多、達里亞·尼古洛蒂、莫蘭·艾蒂亞斯、乌多·基尔和科拉琳娜·卡塔爾迪-塔索尼。
这部电影由阿基多、傑斯·安德森和亞當·奇羅許共同编写，是阿基多的超自然恐怖三部曲《三位母亲》的最终篇章，前两部为《阴风阵阵》（1977年）和《凶屋猛鬼》（1980年）。影片讲述了与最终的“母亲”女巫眼泪之母的对抗。

## 剧情
天主教教堂的工作人员，由布鲁斯卡修士（佛朗哥·萊奧 饰）领导，挖出了一位19世纪教堂官员的尸体，他的棺材上锁链着一个方形的骨灰盒。他们在其中发现了眼泪之母（莫蘭·艾蒂亞斯 饰）的神器，她是三位母亲中唯一幸存的，是一组古老而强大的黑魔法女巫三人组的最后一位。尤其是骨灰盒里包含一件魔法丘尼卡，当眼泪之母穿上时，她的力量显著增强。
骨灰盒被运到罗马古代艺术博物馆，那里有一位名叫莎拉·曼迪（艾莎·阿基多 饰）的美国艺术修复学学生工作。莎拉正在与馆长迈克尔·皮尔斯（亞當·詹姆士 饰）交往，他是一位单身父亲，当晚不在博物馆。在助理馆长吉赛尔（科拉琳娜·卡塔爾迪-塔索尼 饰）的帮助下，莎拉打开了骨灰盒，发现了长袍、匕首和代表三位女巫的三尊雕像。吉赛尔让莎拉去她的办公室拿工具来帮助她翻译神器上的文字，但吉赛尔很快就被眼泪之母的恶魔手下袭击。莎拉赶到时已经太迟，无法救她免于被怪物开膛剖腹的命运，试图逃离博物馆，但被眼泪之母的使者——一个变成猴子形状的恶魔所追赶，只有在一个由看不見的人發出的声音引导下，她才成功穿越一系列被魔法打开的门逃脱。
莎拉向警方陈述了发生的事情，然后和迈克尔及他的儿子保罗共度了一夜。迈克尔前往送给他骨灰盒的枢机主教那里，却发现在寄出骨灰盒后不久，枢机主教中风严重，现在陷入昏迷。一位牧师的助手，迈尔西神父（托馬索·班菲 饰），给了迈克尔一张枢机主教在昏迷前写的纸条。上面写着“眼泪之母”的名字。迈克尔在离开医院时被两位女巫观察到。
回到罗马，城市陷入一片混乱，大规模自杀、谋杀和暴力席卷整个城市。莎拉继续自己的研究，却被迈克尔召唤到他的公寓。女巫们绑架了他的小儿子，并且除非他停止调查，否则不会将孩子还给他。莎拉请求他报警，但迈克尔拒绝，选择去找一位擅长驱魔的当地牧师。途中，迈克尔被两位女巫发现，很快就被捕获并杀害，他的儿子的尸体被迅速扩大的女巫团吞食。在被杀之前，迈克尔给莎拉打电话，请求她前来帮助他。
穿过拥挤的火车站时，莎拉被一群女巫发现，她们已经来到罗马，以向眼泪之母宣誓效忠。在女巫和警察的追逐中，之前引导莎拉的声音告诉她如何在魔法下使自己隐形。她利用这一点躲过了一位警探。她被迫杀死一名女巫卡特琳娜，后者在火车上将她逼至绝境。
在牧师的家中，莎拉遇到了玛塔，她是莎拉已故母亲的白巫师朋友。意识到引导莎拉的声音是她母亲的声音，玛塔透露莎拉的母亲是一位强大的白巫师，敢于挑战并重伤了三位母亲中最年长、最智慧的嘆息之母。嘆息之母以车祸报复，导致了莎拉的父母死亡。虽然嘆息之母和她的姐妹黑暗之母现在已经死去，但她们的姐妹眼泪之母已经从阴影中出现，迎来魔法的第二个时代，罗马的沦陷将成为她的登场盛宴。他们与牧师交谈，但他还没来得及给两人一本解释如何对抗眼泪之母的书的副本，就被一个崇拜者杀死。
莎拉回到城里的家，却发现眼泪之母的力量正在等待着她。她决定前往玛塔的家，但再次遭到眼泪之母的手下袭击，玛塔和她的女同性恋情人被谋杀。逃跑时，莎拉看到迈克尔，他把她带回他的公寓。不幸的是，莎拉很快意识到迈克尔已经死亡，而眼泪之母正在操控他的尸体试图杀死她。当她烧掉迈克尔仍然不死的身体时，她母亲的鬼魂最后一次出面干预，将迈克尔（可能也包括她自己）一同放逐到地狱。
莎拉找到了德·维特，玛塔提到的唯一希望，学习如何对抗眼泪之母。在短暂地使她麻痹以确认她是白巫师还是黑巫师后，他给了她一本名为《三位母亲》的书，让她阅读，从而找到眼泪之母的巢穴。她被警察恩佐·马尔基（追捕她的警官之一）所陪同，两人进入地下墓穴寻找眼泪之母，但却被分开。马尔基被女巫的追随者抓住并拷打，连同德·维特和他的助手一起。莎拉被捉住并带到眼泪之母面前，眼泪之母将她献给她的食人追随者。莎拉在治愈了恩佐的伤口后，用矛将眼泪之母身上的长袍扯下，丢进附近的火中。这导致了府邸的坍塌，一根柱子落下并刺穿了眼泪之母。随着追随者被墓穴坍塌而压死，莎拉和马尔基艰难地回到地面上，一邊驚恐又如釋重負地大笑起來。